# ديك غريغوري
ديك غريغوري (بالإنجليزية: Dick Gregory)‏ (1932 – 19 أغسطس 2017) هو ممثل هزلي، وكاتب، وناشط اجتماعي، والنقد الاجتماعي، ورائد أعمال، ومنافس ألعاب القوى من الولايات المتحدة الأمريكية ولد في سانت لويس، ميزوري. توفي يوم 19 أغسطس 2017 في إحدى مستشفيات واشنطن عن عُمرٍ يُناهز 84 سنة، نتيجة قصور القلب.
أصبح غريغوري خلال ستينيات القرن العشرين المضطربة رائداً في الستاند أب كوميدي بفضل عروضه غير الملتزمة بقيود، والتي سخر فيها من التعصب الأعمى والعنصرية، وقد أدى بشكل أساسي أمام جماهير من ذوي البشرة السوداء في نوادي مفصولة عنصرياً حتى عام 1961، عندما أصبح أول ممثل هزلي أسود ينجح في تجاوز الحدود وصولاً لجماهير البيض، فظهر على التلفاز وأصدر ألبومات تسجيل كوميدية.
من جهة أخرى، كان غريغوري على جبهة النشاط السياسي في الفترة ذاتها، فتظاهر ضد حرب الفيتنام والظلم العنصري، وقد اعتُقل لمرات عديدة وشارك في العديد من الإضرابات عن الطعام، كما أصبح لاحقاً متحدثاً وكاتباً، مناصراً للروحانية بشكل رئيسي، إلى أن توفي جراء فشل قلبي في مستشفى في العاصمة واشنطن وهو يبلغ الرابعة والثمانين من عمره في آب/ أغسطس عام 2017.

## النشأة
وُلد ديك غريغوري في سانت لويس التابعة لميسوري، وكان ابناً للوسيل؛ خادمة منزلية، وبريسلي غريغوري، ووقع في التاسعة من عمره ضحية لمهاجمة عنصرية بسبب لمسه ساق امرأة بيضاء البشرة أثناء تلميعه حذاءها. تلقى مساعدة أساتذته في ثانوية سمنر، ومن بينهم وارن سانت جيمس، كما برع غريغوري في الركض، وحصل على منحة رياضية من جامعة جنوب إيلينوي، حيث حطم رقماً قياسياً في الركض لمسافتي نصف ميل وميل كامل، كما كان عضواً في أخوية ألفا فاي ألفا.
في عام 1954، قوطعت مهنته في الكلية لسنتين عندما سُحب لخدمة جيش الولايات المتحدة الأمريكية، حيث بدأ مساره الكوميدي بإلحاح من قائده العسكري الذي كان قد لاحظ ميله للمزاح، فشارك بعدة عروض مواهب وفاز فيها، وفي عام 1956، عاد غريغوري لجامعته مؤقتاً بعد صرفه من الجيش، ولكنه تركها لأنه شعر أنها «لم ترد منه أن يدرس، بل أن يركض فقط».
أملاً منه بأن يصبح ممثلاً هزلياً محترفاً، انتقل غريغوري لشيكاغو في إيلينوي، حيث أصبح فرداً من جيل جديد من الممثلين الهزليين السود، تضمن نيبسي راسل، وبيل كوسبي، وغودفري كامبريدج، الذين حطموا جميعاً النوع الكوميدي التقليدي الذي قدم شخصيات سوداء نمطية، فتناول غريغوري في معظم عروضه أحداثاً جارية، وخصوصاً القضايا العنصرية منها، ومن إحدى جمله المشهورة: «الفصل ليس سيئاً دوماً، هل سمعت في حياتك عن اصطدام تأذى فيه أولئك الجالسون في مؤخرة الباص؟».

## حياته المهنية
بدأ غريغوري حياته المهنية كممثل هزلي أثناء خدمته العسكرية في منتصف خمسينيات القرن العشرين، وفي عام 1958، افتتح نادياً ليليًا باسم نادي القمة في إيلينوي، ولكنه فشل وهوى بغريغوري بضائقة مادية، حصل في العام التالي على وظيفة كمشرف على الحفلات في نادي روبيرتس شو.
عمل غريغوري في الفترة الصباحية في خدمة البريد الأمريكية، وأدى مساءً عروضاً كممثل هزلي في نوادٍ ليلية صغيرة يرتادها السود بشكل أساسي، من ثم أصبح أحد أوائل الممثلين الهزليين السود الذين حصلوا على هتاف واسع النطاق بتأديتهم لجماهير بيض.
وفي مقابلة لغريغوري مع صحيفة هافنغتون بوست، وصف تاريخ الممثلين الهزليين السود بالمحدود، مشيراً إلى أنه «كان يمكن للسود الغناء والرقص في نوادي البيض الليلية، ولكن لم يُسمح لهم بالوقوف بملء طولهم والتحدث للبيض، وهو ما يقوم به الممثل الهزلي».
في عام 1962، كان يعمل غريغوري في حانة روبيرتس شو، التي يملكها شخص أسود، في شيكاغو، عندما لاحظه هيو هيفنر وهو يؤدي المادة التالية أمام جمهور كبير من بيض البشرة:
مساء الخير سيداتي وسادتي، أرى العديد من الجنوبيين في القاعة هذه الليلة، إني أعلم الجنوب جيداً، أمضيت عشرين عاماً هناك في إحدى المرات.
في المرة الأخيرة التي كنت فيها في الجنوب دخلت لمطعم فجاءت إليّ نادلة بيضاء وقالت «أعتذر فنحن لا نخدم الأشخاص الملونين هنا» فقلت لها «لا بأس، فأنا لا آكل الأشخاص الملونين، أحضري لي دجاجة كاملة مقلية».
ثم جاء إليّ ثلاثة شبان ببشرة بيضاء فقالوا: «اسمع، إننا نحذرك، أياً ما ستفعله بتلك الدجاجة سنفعله بك». فوضعت السكين والشوكة جانباً، وحملت الدجاجة وقبلتها، وقلت «هيا يا شباب، اصطفوا!».
عزا غريغوري انطلاقة حياته المهنية لهيفنر، الذي عيّنه بناء على عرضه المذكور ليعمل في نادي بليبوي في شيكاغو كبديل عن الممثل الهزلي (البروفيسور) إيروين كوري.
بعد ذلك قام غريغوري بظهوره الأول على التلفاز في البرنامج الليلي الليلة ببطولة جاك بار، المعروف بمساعدته في دفع المقدمين الهزليين للمرحلة التالية من حياتهم المهنية، وفي ذاك الوقت، كان السود يقدمون عروضهم بالفعل ضمن البرنامج، ولكن بعد انتهائهم، لم يُعرض عليهم أبدًا البقاء والجلوس على الأريكة المشهورة والتحدث مع المضيف.
لذلك رفض ديك غريغوري العديد من دعوات جاك بار لأداء عرض في البرنامج، إلى أن اتصل به بار ليعرف سبب رفضه، ومن أجل إقناعه، وافق المنتجون أخيراً على السماح له بالبقاء بعد العرض والتحدث للمضيف على الهواء، وكانت هذه سابقةً في تاريخ البرنامج، فأثارت مقابلة غريغوري على الليلة ببطولة جاك بار الأحاديث على امتداد أمريكا.
أثارت كوميديا غريغوري الجدل لدى بعض الدوائر البيضاء المحافظة، فاعتبرته إدارة جامعة تينيسي على سبيل المثال (عنصرياً متطرفاً) سيكون ظهوره إساءة وإهانة للعديد من مواطني البلاد، ورفضت دعوة طلابها له للحديث في مقر الجامعة، فقاضى الطلاب الجامعة، متخذين من مقيم الدعاوى القضائية المشهور ويليام كنستلر مستشاراً قانونياً لهم، وفازوا بالدعوى، فطبّقت جامعة تينيسي نظام (المتحدّث المفتوح)، وأدى غريغوري عرضاً فيها تباعاً في نيسان/ أبريل عام 1970.
في عام 1964، نُشر كتاب غريغوري بعنوان زنجي، ومنذ ذلك الحين لم تتوقف طباعته أبداً، كما نُشرت عام 2019 نسخة ورقية لغلاف الكتاب بالإضافة إلى إصدار صوتي.

## مهنته التالية للتمثيل الهزلي
أحرز غريغوري المرتبة 82 على قائمة كوميدي سنترال لأعظم 100 مؤدٍ للستاند أب كوميدي في التاريخ، وأصبحت له نجتمه الخاصة على ممشى المشاهير في سانت لويس.
كما كان مضيفاً مشاركاً مع مقدمة الراديو كاثي هيوز، وضيفاً صباحياً متكرراً في برنامج (القوة) على إذاعة وُل 1450 ت م؛ المحطة الرئيسية لإذاعة راديو ون التابعة لهيوز، كما ظهر دورياً على برنامج إيمَس في الصباح.
شارك غريغوري أيضاً في برنامج وندر شوزن على التلفاز كشخصية مستر سَن (السيد شمس) في الحلقة الثالثة بعنوان (المحيط) التي بُثّت عام 2005، كما ظهر في برنامج ذا أليكس جونز شو في 14 أيلول /سبتمبر عام 2010، و19 آذار مارس عام 2012 و1 نيسان/ أبريل عام 2014.

## نشاطه

### النشاط السياسي

#### حركة الحقوق المدنية
كان غريغوري نشطاً بحركة الحقوق المدنية، وفي 7 تشرين الأول/ أكتوبر عام 1963 ذهب إلى سلما في ألباما ليتحدث لمدة ساعتين على منصة عامة قبل يومين من حملة تسجيل الناخبين المعروفة بـ (يوم الحرية).
وقد زاد انخراط غريغوري بنشاطات الحقوق المدنية منذ عام 1964، بالإضافة إلى النشاط ضد حرب الفيتنام، والإصلاح الاقتصادي، وقضايا المخدرات، وشارك كجزء من نشاطه في العديد من الإضرابات عن الطعام والحملات داخل أمريكا وخارجها، ففي بدايات سبعينيات القرن الشعرين مُنع من دخول أستراليا، إذ خشي المسؤولون الحكوميون أنه قد يثير مظاهرات ضد حرب الفيتنام عندهم.

#### حياته المهنية السياسية
بدأ غريغوري حياته المهنية السياسة بالترشّح ضد ريتشارد جاي دالي لمنصب عمدة شيكاغو عام 1967، ورغم أنه لم يفز، لم تقف مشاركته في السياسة الانتخابية عند هذا الحد، فرشّح نفسه عام 1968 لرئاسة الولايات المتحدة كمرشح مكتوب (أي أن اسمه لا يرد ضمن قائمة الاقتراع لكن يمكن التصويت له بكتابة اسمه) منشطرًا عن حزب الحرية والسلام، وقد حصد 47,097 صوتاً، من بينهم صوت لهنتر إس. ثومبسون، وقد وضعته جهوده على قائمة خصوم نيكسون السياسيين.
من ثم كتب غريغوري كتباً بعنوان اكتبوني عن حملته السياسية، وتروي إحدى الحكايا في الكتاب قصة حيلة إعلامية انطلقت من عملية سلة الخبز في شيكاغو، إذ كانت قد طبعت الحملة أوراقاً نقدية تحمل صورة غريغوري، ووصل البعض منها للتداول العام، مسبباً مشاكل معتبرة ولكنها دعاية إعلامية لا تقدر بثمن، بينما قبضت الحكومة الفدرالية على غالبية هذه النقود، لكن نجا غريغوري من الاتهام بجريمة فيدرالية، ملقياً دعابة لاحقاً بأنه لا يمكن اعتبار هذه الأوراق النقدية عملةً للولايات المتحدة، لأن الجميع يعلم أن نقود الولايات المتحدة لن تحمل صورة رجل أسود يوماً.

#### تقرير وارن
بعد ذلك بمدة قصيرة، أصبح غريغوري ناقداً علنياً لنتائج تقرير وارن فيما بتعلق باغتيال جون إف. كينيدي من قبل لي هارفي أوزوالد، وفي 6 آذار/ مارس عام 1975، ظهر غريغوري وباحث الاغيتال روبيرت جاي غرودن على برنامج جيرالدو ريفيرا الحواري الليلي على قناة أيه بي سي عمتِ مساءً يا أمريكا، وقد جرى حدث تاريخي مهم في تلك الليلة عندما عُرض فيلم زابرودر المشهور عن اغتيال الرئيس كينيدي لأول مرة على التلفاز للعامة، وقد أدى رد فعل الرأي العام وغضبهم جراء عرضه إلى تشكيل تحري هارت-شويكر، الذي ساهم بتحريات اللجنة الكنسيّة عن نشاطات المخابرات في الولايات المتحدة الأمريكية، ما أدى لتشكيل لجنة الاغتيالات المختارة من قبل مجلس نواب الولايات المتحدة الأمريكية.

### النسوية
كان غريغوري مناصراً للنسوية على العلن، وانضم  في 26 آب/ أغسطس عام 1978 (أي اليوم العالمي لمساواة المرأة) لمجموعة من النسويات لقيادة المسيرة الوطنية لتصديق تعديل الحقوق المتساوية وتمديده، والتي عبرت جادة بنسلفانيا وصولاً لكابيتول الولايات المتحدة الأمريكية، وتضمنت ما يزيد عن 100,000 مشارك، وقد نجحت المسيرة في النهاية بتمديد الوعد النهائي للتصديق حتى 30 حزيران/ يونيو عام 1982، كما توجه غريغوري برفقة ناشطين آخرين لمجلس الشيوخ للاحتفال وإلقاء خطابات النصر سواء من قبل أعضاء مجلس الشيوخ المناصرين لتعديل الحقوق المتساوية، أو أعضاء الكونغرس بشكل عام، أو الناشطين، ولكن بعد شق الأنفس، فشل التعديل بالحصول على التصديق بحلول الموعد المعدّل.

## روابط خارجية
- ديك غريغوري على موقع IMDb (الإنجليزية)
- ديك غريغوري على موقع الموسوعة البريطانية (الإنجليزية)
- ديك غريغوري على موقع ميوزك برينز (الإنجليزية)
- ديك غريغوري على موقع قاعدة بيانات برودواي على الإنترنت (الإنجليزية)
- ديك غريغوري على موقع إن إن دي بي (الإنجليزية)
- ديك غريغوري على موقع أول ميوزيك (الإنجليزية)
- ديك غريغوري على موقع ديسكوغز (الإنجليزية)
- ديك غريغوري على موقع قاعدة بيانات الفيلم (الإنجليزية)